# Mircea Eliade
Mircea Eliade (Bukarest, 1907. március 13. – Chicago, Illinois, 1986. április 22.) román származású vallástörténész, filozófus és író, a Chicagói Egyetem professzora. A 20. század egyik legbefolyásosabb valláskutatója volt, aki a vallástudományban a mai napig fennmaradt paradigmákat alapított meg.

## Élete
A bukaresti, majd a kalkuttai egyetemen tanult filozófiát, történelmet és néprajzot. Rövid időre egyetemi oktatóként visszatért Romániába, majd az Antonescu-rezsim képviseletében diplomáciai szolgálatot teljesített Londonban és Lisszabonban. A háborút követően a Sorbonne-on tanított, és a párizsi Román Kulturális Központ elnöki posztját töltötte be. 1956 őszén az USA-ba költözött, és a következő évtől Chicagóban vállalt egyetemi katedrát. 1986-ban, az Amerikai Egyesült Államokban hunyt el. 
Nyolc nyelven beszélt folyékonyan illetve olvasott: románul, franciául, németül, olaszul, angolul, héberül, perzsául és szanszkritül.

### Kapcsolata a Vasgárdával
A nemzetközi tudományos élet a második világháborút követően felkapta Eliadét, ugyanakkor politikai múltját sokáig homály fedte. Az 1930-as években került kapcsolatba az antiszemita és magyarellenes félkatonai szervezetként működő Vasgárdával, illetve annak „civil” részével, a Mihály Arkangyal Légióval. Gyakran emlegetik Eliádét a mozgalom propagandistájaként, de a két világháború közötti román értelmiség jelentős része szimpatizált a Gárdával.
Eliade elhallgatta légionárius múltját, bár közreadta naplóit, amiből sok minden kiderül szerepvállalásáról, nézeteiről. Amikor éles kritikák érték a 30-as évekbeli írásai miatt, azt állította, ezek egy részét nem ő írta. A Mihály Arkangyal Légió lapjában, a Buna Vestireban rendszeresen publikált Eliade. Légionárius írásainak magyar fordítását a Beszélő közölte 2002-ben.

### India
Az olasz kultúra megismerése után (1927), az indiai filozófia vált a második szenvedélyévé. Ösztöndíja révén 1928-ban Egyiptom érintésével Kalkuttába utazott, ahol az ind filozófia és a szanszkrit nyelv tanulásába kezdett. A jógával is megismerkedett, Surendranath Dasgupta segítségével és egy rövid időt egy himalájai ásramban is eltöltött.
Bukarestbe való visszatérése után megírta doktori disszertációját filozófiából és egy másik disszertációt is a Jógáról. 1933-ban nagy sikert aratott a Maitreyi című regénye, mely az indiai útja és tapasztalatai alapján született.

## Magyarul megjelent művei, írásai
- Különös kalandok. Tudományos fantasztikus elbeszélések; ford. Belia György, Kálmán Béla, Zirkuli Péter, életrajz Belia György, jegyz. Fazekas László; Kozmosz Könyvek, Budapest, 1976 (Kozmosz fantasztikus könyvek) ISBN 963-211-166-4
- Tizenkétezer szarvasmarha; inː Körutazás. Román novellák, karcolatok pp. 254–267; vál., bev. Mircea Zaciu, ford. Molnár Tibor, Papp Ferenc; Kriterion, Bukarest, 1977
- Serampuri éjszakák. Elbeszélések; ford. Székely János; Kriterion–Európa, Bukarest–Budapest, 1980 ISBN 963-07-2336-0
- Egy nagy ember inː Piknik a senkiföldjén – Tudósok sci-fi írásai pp. 296–321 / Kacsó Judit (szerk.); [ford. Zirkuli Péter] – Kriterion Könyvkiadó, 1985
- A szent és a profán. A vallási lényegről; ford. Berényi Gábor, jegyz. Ara-Kovács Attila; Európa, Budapest, 1987 (Mérleg) ISBN 963-07-4253-5 (online)
- Az örök visszatérés mítosza avagy A mindenség és a történelem; ford. Pásztor Péter; Európa, Budapest, 1993
- Az eksztázis ősi formái; inː Őshagyomány 14. – Tradicionális szellemi műhely pp. 17–23 / Szigeti Árpád (szerk.); A Hagyomány és a Transzcendencia Iskolája, 1993
- Vallási hiedelmek és eszmék története I. A kőkorszaktól az eleusziszi misztériumokig; ford. Saly Noémi; Osiris-Századvég, Bp., 1995 ISBN 963-379-121-9
- Vallási hiedelmek és eszmék története II. Gautama Buddhától a kereszténység győzelméig; ford. Saly Noémi; Osiris, Bp., 1995 ISBN 963-379-066-2
- Vallási hiedelmek és eszmék története III. Mohamedtől a reformációig; ford. Saly Noémi, utószó Simon Róbert; Osiris, Bp., 1996 ISBN 963-379-145-6 eredeti cím: Histoire des croyances et des idées religieuses
- Honigberger doktor titka. Két elbeszélés; ford. Kálmán Béla, Székely János; Stella Maris, Budapest, 1996
- A jóga. Halhatatlanság és szabadság; ford. Horváth Z. Zoltán; Európa, Budapest, 1996 ISBN 963-07-5265-4
- Képek és jelképek; ford. Kamocsay Ildikó; Európa, Budapest, 1997 (Mérleg) ISBN 963-07-6244-7ISBN 963-07-6395-8
- Misztikus születések. Tanulmány néhány beavatástípusról; ford. Saly Noémi; Európa, Budapest, 1999 ISBN 963-07-6492-X
- A tollas gárda. A nacionalizmus szellemi változatai az 1930-as évek Romániájában. Corneliu Codreanu, Mircea Eliade, Nae Ionescu, Constantin Noica és Vasile Lovinescu írásai; tan., szerk. szerk. Horváth Róbert, ford. Tárkányi Beatrix; Nemzetek Európája, Budapest, 2001 (Nefelejcs kiskönyvtár)
- A samanizmus. Az eksztázis ősi technikái; ford. Saly Noémi; Osiris, Budapest, 2001 (Eredeti cím: Le chamanisme et les techniques archaïques de l'extase.) ISBN 963-379-755-1
- A szent idő és a mítoszok inː Művelődéstörténet I. Tanulmányok és kronológia a magyar nép művelődésének, életmódjának és mentalitásának történetéből pp. 100–112 / B. Gelencsér Katalin (szerk.); Mikszáth Kiadó, 2001 ISBN 963-9126-18-7
- Okkultizmus, boszorkányság és kulturális divatok. Összehasonlító vallástörténeti tanulmányok; ford. Benedek Mihály; Osiris, Budapest, 2002 (Osiris könyvtár. Vallástörténet) ISBN 963-389-222-8
- Az eredet bűvöletében. Vallástörténeti kutatás és módszertan 1912-től napjainkig; ford. Vargyas Zoltán; Cartaphilus, Budapest, 2002 ISBN 963-9303-45-3
- Kovácsok és alkimisták; ford. Vargyas Zoltán; Cartaphilus, Budapest, 2004 ISBN 963-9303-87-9
- Mítoszok, álmok és misztériumok; ford. Saly Noémi; Cartaphilus, Budapest, 2006 ISBN 963-7448-14-4
- Dionüszosz kertjében; ford. Joó Attila; Metropolis Media, Budapest, 2013 ISBN 978 615 5158 30 8
- Vallástörténeti értekezés; ford. Sujtó László; Helikon, Budapest, 2014
- Maitreyi. Bengáli éjszaka; ford. Vallasek Júlia; Helikon, Budapest, 2015
- A szent és a profán; ford. Berényi Gábor, M. Nagy Miklós, jegyz. Ara-Kovács Attila; Helikon, Budapest, 2019 (Helikon zsebkönyvek)